# Erich Hückel
Pour les articles homonymes, voir Hückel.
Erich Armand Arthur Joseph Hückel (9 août 1896 - 16 février 1980) est un physicien et chimiste allemand. Il est principalement connu pour 2 contributions majeures :
- la théorie de Debye-Hückel sur les solutions électrolytiques ;
- la méthode de Hückel de calcul par approximation des orbitales moléculaires

Hückel est né à Charlottenburg dans la banlieue de Berlin. Il étudie la physique et les mathématiques de 1914 à 1921 à l'Université de Göttingen.
Après avoir complété son doctorat, il devient assistant à Gottingen, et ensuite assistant à Peter Debye à Zurich. En 1923 Debye et Hückel développent leur théorie des solutions électrolytiques, en tenant compte des forces entre les ions afin d'expliquer la variation de leur conductivité électrique ainsi que de leurs coefficients d'activité thermodynamiques.
Il passe les années 1928 et 1929 en Angleterre et au Danemark, et travaille brièvement avec Niels Bohr, et ensuite devient professeur à l'Université de Stuttgart. En 1935, il déménage à l'Université de Marbourg Philipps. Il est nommé professeur titulaire une année avant sa retraite en 1961. Il était membre de l'Académie internationale des sciences moléculaires quantiques.

## Théories des molécules organiques insaturées
Hückel est mieux connu pour son développement des théories simples des molécules organiques insaturées fondées sur la mécanique quantique. En 1930 il propose une théorie de la séparation des électrons sigma et pi à l'éthylène et autres alcènes, molécules qui possèdent une liaison double C=C. Selon Hückel, seule la liaison sigma possède la symétrie axiale. La liaison pi n'a pas de symétrie axiale, ce qui restreint la rotation moléculaire autour de la liaison double.
En 1931 il généralise son analyse et formule des descriptions du benzène et d'autres hydrocarbures cycliques conjugués, selon la théorie des orbitales moléculaires (« la méthode de Hückel ») ainsi que la théorie de la liaison de valence. Son travail sur les orbitales moléculaires conduit à la règle de Hückel qui précise que l'aromaticité des molécules conjuguées est associée à la présence de (4n + 2) électrons pi.
En 1936, Hückel développe la théorie des biradicaux conjugués, une classe de molécules qui ne peuvent pas être représentées par une structure de type Kekulé. Le premier exemple avait été découvert dans la même année. 
En 1937 il complète sa théorie des électrons pi aux molécules organiques insaturées. Sa théorie est toujours employée à l'occasion comme première approximation, quoique la méthode plus précise de Pariser, Parr et Pople la dépasse en 1953. La méthode de Hückel étendue est développée par Roald Hoffmann et William Lipscomb vers 1963, afin de décrire les électrons sigma ainsi que les électrons pi aux molécules non planaires.